# Ryō Ikebe

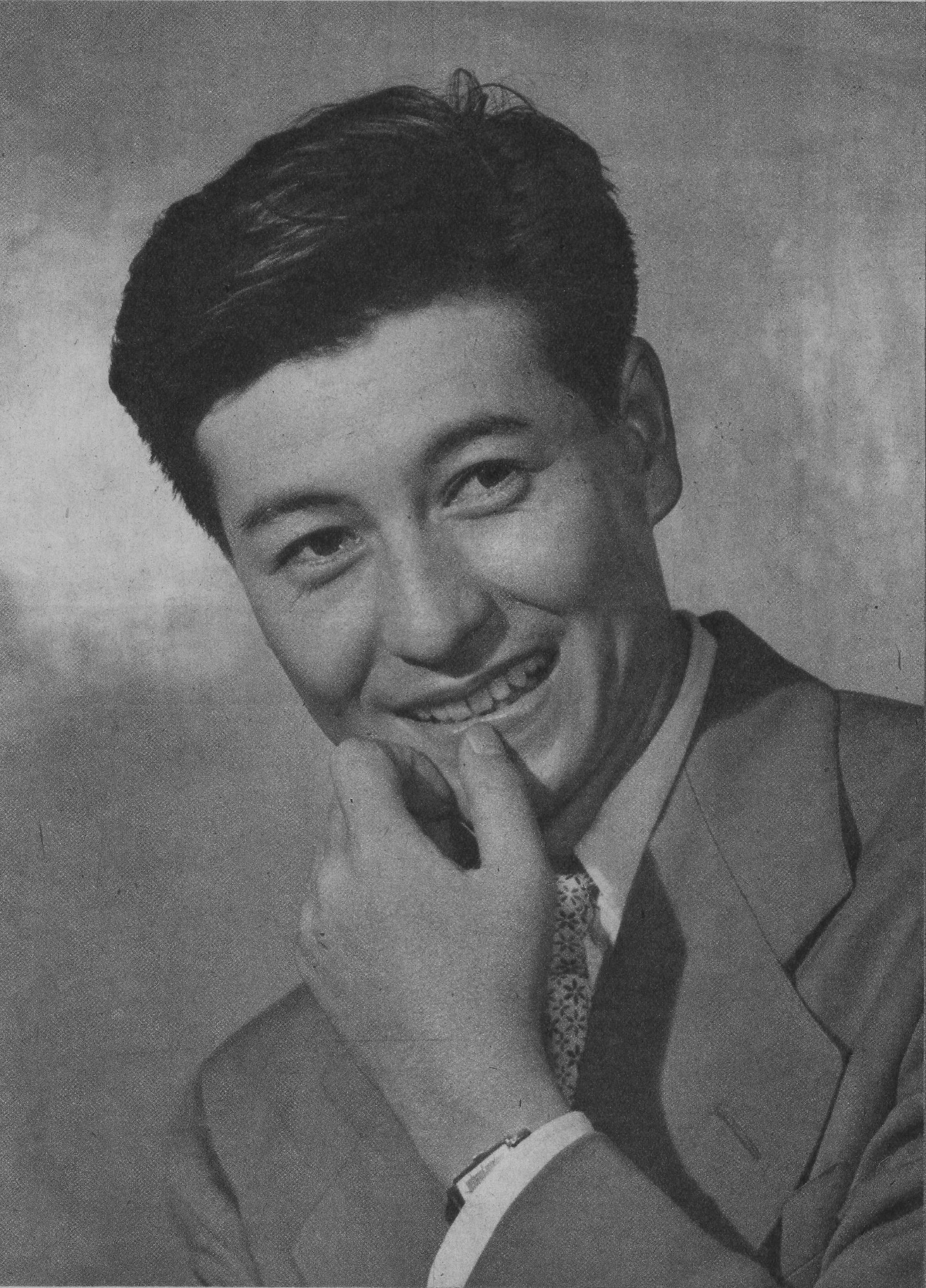
Ryō Ikebe

Ryō Ikebe (japanisch 池部 良, Ikebe Ryō; geb. 11. Februar 1918 in der Stadt Tokio (heute: Tokio), gest. 8. Oktober 2010) war ein japanischer Filmschauspieler.

## Leben und Wirken
Ryō Ikebe machte seinen Abschluss an der Rikkyō-Universität und wollte ursprünglich 1941 Drehbuch-Autor bei der Tōhō-Filmgesellschaft werden. Aber der Regisseur Shimazu Yasujirō (1897–1945) sah, dass er Schauspieler-Qualität hatte und überzeugte ihn, in diese Richtung zu gehen. Ikebe trat noch im selben Jahr im Film Tōgyo (闘魚,) auf. Ikebe erreichte aber erst in den Filmen nach 1945 eine gewisse Popularität, und zwar in seiner Rolle als „Ewiger Jugendlicher“. Später erweiterte er seinen Darstellungsbereich, wobei er bei Tōhō in Alltagsgeschichten und bei Tōei auch in Yakuza-Filmen auftrat. Er ist auch bekannt als Essayist.

## Filmographie

### Kinofilme
- Aoi sanmyaku (青い山脈; 1949)
- Akatsuki no dasso (暁の脱走; 1950)
- Pen itsurazu: Bōryoku no machi (ペン偽らず  暴力の街; 1950)
- Gendaijin (現代人; 1952)
- Tabiji (旅路; 1955)
- Früher Frühling (早春, Sōshun; 1956)
- Byaku fujin no yoren (白夫人の妖恋; 1956)
- Rangiku monogatari (乱菊物語; 1956)
- Yukiguni (雪国) (1957)[A 2]
- Tōkyō no kyūjitsu (東京の休日; 1958)
- Krieg im Weltenraum (Uchū daisensō, 宇宙大戦争; 1959)
- Sensuikan I-57 kofuku sezu (潜水艦イ-57降伏せず; 1959)
- Ufos zerstören die Erde (妖星ゴラス, Yōsei Gorasu; 1962)
- Kawaita hana (乾いた花; 1964)
- Wakusei daisensō (惑星大戦争; 1977)
- Eki Station (駅 STATION; 1981)
- Shōsetsu Yoshida gakkō (小説吉田学校; 1983) – Ogata Taketora

### Fernsehserien
- Dokuganryū Masamune (1987) – Sen no Rikyū